# 橫田紘一
橫田紘一（日语：横田 紘一，2月2日—），日本男性配音員、演員。出身於福岡縣。身高180cm。B型血。

## 人物簡介
以前經歷Bring-up（1999年－2009年9月）、DAP Production（2009年10月－2011年3月），現在是amuleto所屬。
興趣為一人旅行、外宿露營。特長有畫插圖、講博多方言。

## 演出作品

### 電視動畫
2004年
- 遊☆戲☆王 怪獸之決鬥GX（寺岡、助手）

2005年
- 涼風（學生、工作人員、測定員、捧場人士、部員、街上的人）

2006年
- 家庭教師HITMAN REBORN！（恩佐、工作人員）

2008年
- 遊☆戲☆王5D's（風馬走一 等）

2009年
- 料理偶像（青年妖精）

2011年
- 架向星空之橋（教師A）

2013年
- COPPELION（陸上自衛官、第三師團隊員、隱形轟炸機乘員、機師、第一師團隊員）

2016年
- 謎解音（川下駒造）

2017年
- 偶像事變（筧）
- CHAOS;CHILD（老人）

2018年
- 命運石之門0（司令）

### OVA
2015年
- 東京喰種【JACK】（警官）
- 東京喰種【PINTO】（男學生）

### 電影動畫
2009年
- The Asylum Session（日语：アジール・セッション）

2010年
- 10th週年劇場版 遊☆戲☆王 ～超融合！跨越時空的羈絆～（廢品守衛者）

2015年
- 颱風的諾爾達（收音機廣播）

### 網路動畫
2006年
- 星空奇蹟（日语：星空キセキ）（部下）

### 遊戲
2008年
- -atled-（松島晃司）

2009年
- 斷罪的瑪麗亞（日语：断罪のマリア）
- Distance（東鄉薪人）
- 遊☆戲☆王5D's 雙重戰力4（日语：遊☆戯☆王ファイブディーズ タッグフォース4）（一般角色）

2010年
- 維新戀華 龍馬外傳（久坂玄瑞）
- 空戰奇兵X2 聯合攻擊
- 絕對英雄改造計畫（日语：絶対ヒーロー改造計画）（讓·諾瓦）
- 格林童話絕對迷宮 ～七把鑰匙與樂園少女～（日语：絶対迷宮グリム 〜七つの鍵と楽園の乙女〜）（狼）
- 遊☆戲☆王5D's 雙重戰力5（日语：遊☆戯☆王ファイブディーズ タッグフォース5）（一般角色）

2011年
- ～～ DIRECTORS CUT（狼）
- 超越未來導正時箭 -FIX THE TIME ARROWS-（日语：ビヨンド ザ フューチャー フィックス ザ タイム アロー）（凱恩[2]）
- 遊☆戲☆王5D's 雙重戰力6（日语：遊☆戯☆王ファイブディーズ タッグフォース6）（一般角色）

2012年
- 斷罪的瑪麗亞 ～la Campanella～（維嘉）

2013年
- 英國偵探Mysteria（日语：英国探偵ミステリア）（Holmes Sr.[3]）
- 斷罪的瑪麗亞 Complete Edition（維嘉[4]）
- DISORDER6（日语：DISORDER6）

2015年
- 超次元大戰戰機少女VS SEGA 主機少女夢幻合體Special
- 夢王國與沉睡中的100位王子殿下（阿爾弗雷德[5]）

2016年
- 湯之花SpRING！ ～Cherishing Time～（葛城清隆）

### 廣播劇CD
- 少年王女（日语：少年王女） 廣播劇CD第1、2卷（梅爾喬[6][7]）

### 廣播節目
- （花梨Entertainment（日语：花梨エンターテイメント）：2008年10月－2010年1月）
- （花梨Entertainment：2009年3月－）
- （花梨Entertainment：2010年2月－）

### 音樂CD
- 斷罪的瑪麗亞 角色歌曲專輯 gran jubilee vol.2 迷宮之子羊篇／「砂漠之薔薇 ～勳章～」（維嘉）

### 角子機
- 秘寶傳系列（秘寶傳 ～被風印的女神～（日语：秘宝伝〜封じられた女神〜）之後）的正規配音演出（ハルト）

## 外部連結
- amuleto公式官網的聲優簡介 （页面存档备份，存于） （日語）
- ヨコイチ★の、徒然日記。。。（仮） （页面存档备份，存于） （日語）－橫田紘一的官方個人部落格。
- 橫田紘一的X（前Twitter） （日語）